# David C. Page
David Conrad Page (* 6. Juli 1956 in Harrisburg, Pennsylvania) ist ein US-amerikanischer Genetiker, der für seine Arbeiten zum Y-Chromosom bekannt ist.

## Leben
Page erwarb 1978 am Swarthmore College in Swarthmore, Pennsylvania, einen Bachelor in Chemie und 1984 (in Kooperation mit dem Massachusetts Institute of Technology, MIT) an der Harvard Medical School in Boston, Massachusetts, einen M.D. bei David Botstein. Als Postdoktorand blieb er bei Botstein am MIT, bevor Page 1988 selbst Mitglied des Whitehead-Institut für biomedizinische Forschung am MIT wurde. Gleichzeitig erhielt er eine Professur am MIT, zunächst als Assistant Professor, 1992 als Associate Professor und 1997 als ordentlicher Professor. Seit 1990 forscht Page zusätzlich für das Howard Hughes Medical Institute (HHMI), seit 2005 ist er Direktor des Whitehead-Instituts.

## Wirken
Page und Mitarbeiter befassen sich mit Grundlagenforschung zu den Geschlechtschromosomen der Säugetiere, insbesondere mit Struktur, Funktion und Evolution des Y-Chromosoms. 1986 kam aus Pages Arbeitsgruppe die erste Deletions-Karte des Y-Chromosoms, 1992 eine physikalische Genkarte, 1997 ein systematischer Katalog der Gene auf dem Chromosom und 2003 (in Zusammenarbeit mit dem Washington University Genome Sequencing Center) die komplette DNA-Sequenzierung im Rahmen des Humangenomprojekts.
Page konnte nachweisen, dass auf dem Y-Chromosom wesentlich mehr Informationen hinterlegt sind, als nur die Codierung für das männliche Geschlecht (Sex determining region of Y). Hierunter befinden sich zum einen mehrere Gene zur Funktion der Hoden und zum anderen mehrere Haushaltsgene, die auf dem X-Chromosom Homologe haben. Page entdeckte die Deletion des AZFc auf dem Y-Chromosom als Ursache für die häufigste Form der Azoospermie beim Menschen.
Er konnte rekonstruieren, dass das X- und Y-Chromosom vor etwa 300 Millionen Jahren aus einem Paar von Autosomen entstanden sind und dass das Y-Chromosom in den letzten 25 Millionen Jahren nur ein einziges Gen verloren hat.
Jüngere Arbeiten befassen sich mit der Frage, wie sich die Urkeimzellen in männliche oder weibliche Gameten differenzieren.
Page gehörte zu den Herausgebern der wissenschaftlichen Fachzeitschriften Current Opinion in Genetics and Development und Annual Review of Genomics and Human Genetics.

## Auszeichnungen (Auswahl)
- 1986 MacArthur Fellowship[2]
- 1997 Amory Prize der American Academy of Arts and Sciences[3]
- 2003 Curt Stern Award der American Society of Human Genetics[4]
- 2005 Mitglied der National Academy of Sciences[5]
- 2007 Gewähltes Mitglied (Fellow) der American Association for the Advancement of Science
- 2011 March of Dimes Prize in Developmental Biology[6]
- 2011 Mitglied der American Academy of Arts and Sciences[7]